# Revolutionens datter
Revolutionens datter er en norsk stumfilm fra 1918, som er restaureret og bevaret.

## Plot
Filmen fortæller historien om Albert Fjeld som arbejder ved et Skibsværft, og Claire Staalhammer, værftsdirektørens datter. Albert optræder som talsmand for arbejderne da de fremsætter et krav om lønforhøjelse noget direktøren Staalhammer afviser. Arbejderne accepter det ikke, og de starter et oprør.
Albert, som er blevet forelsket i Claire, klarer at redde hende da arbejderne stormer direktørboligen, og de flygter til nabolandet, hvor Claire får hussly af en af farens venner, godsejeren Dalton. Daltons søn prøver at imponere Claire, men hun vil ikke have ham. Claire får bagefter besked om at ordenen er genoprettet i hjemlandet, og at hun har arvet næsten en million kroner. Godsejeren Dalton ser på grund af pengene gerne at hans søn bliver gift med Claire, og hun føler at det vil være uhøfligt at afslå direkte, eftersom godsejeren har vist hende stor gæstfrihed. Hun foreslår derfor en boksekamp mellem Albert og godsejersønnen om hvem som skal ægte hende. Albert vinder kampen, og fem år senere ser man dem leve lykkeligt i hjemme i Norge igen.